# Bockara
Bockara är en tätort i Oskarshamns kommun i Kalmar län med en del i Högsby kommun mellan 2015 och 2020.
Vid Riksväg 37, som passerar rakt igenom orten, ligger förutom villabebyggelse en kyrka, bensinautomat och en skola.

## Befolkningsutveckling
| Befolkningsutvecklingen i Bockara 1960–2020 | Befolkningsutvecklingen i Bockara 1960–2020 | Befolkningsutvecklingen i Bockara 1960–2020 | Befolkningsutvecklingen i Bockara 1960–2020 | Befolkningsutvecklingen i Bockara 1960–2020 |
| ------------------------------------------- | ------------------------------------------- | ------------------------------------------- | ------------------------------------------- | ------------------------------------------- |
|                                             |                                             |                                             |                                             |                                             |
| År                                          |                                             |                                             | Folkmängd                                   | Areal (ha)                                  |
| 1960                                        | 1960                                        |                                             | 356                                         |                                             |
| 1965                                        | 1965                                        |                                             | 414                                         |                                             |
| 1970                                        | 1970                                        |                                             | 385                                         |                                             |
| 1975                                        | 1975                                        |                                             | 388                                         |                                             |
| 1980                                        | 1980                                        |                                             | 408                                         |                                             |
| 1990                                        | 1990                                        |                                             | 408                                         | 75                                          |
| 1995                                        | 1995                                        |                                             | 392                                         | 80                                          |
| 2000                                        | 2000                                        |                                             | 364                                         | 80                                          |
| 2005                                        | 2005                                        |                                             | 351                                         | 80                                          |
| 2010                                        | 2010                                        |                                             | 316                                         | 80                                          |
| 2015                                        | 2015                                        |                                             | 356                                         | 101                                         |
| 2018                                        | 2018                                        |                                             | 364                                         | 101                                         |
| 2020                                        | 2020                                        |                                             | 354                                         | 99                                          |
|                                             |                                             |                                             |                                             |                                             |